# Veleposlanstvo Kuvajta u Washingtonu D.C.
Veleposlanstvo Kuvajta u Washingtonu D.C. predstavlja diplomatsko predstavništvo Kuvajta u SAD-u. Nalazi se na sjeverozapadu Washingtona u diplomatskoj četvrti, u susjedstvu s drugim veleposlanstvima.
Trenutačni kuvajtski veleposlanik je Salem Al-Sabah.

## Vanjske poveznice
|  | Zajednički poslužitelj ima još gradiva o temi Veleposlanstvo Kuvajta u Washingtonu D.C. |

- Službena web stranica veleposlanstva